# Olifant
Olifant (arcaisme per "elefant") era el nom que rebia a l'edat mitjana el corn de vori fet amb els ullals dels elefants. Un dels olifants més famosos era el del llegendari cavaller franc Rotllan, protagonista de La Cançó de Rotllan.
En aquesta cançó de gesta, Rotllan porta amb ell l'olifant a la rereguarda de l'exèrcit al servei de Carlemany. Quan són atacats a la batalla de Roncesvalls, el seu company Oliver li diu que el faci servir per demanar ajuda, però Rotllan s'hi nega fins que és massa tard. Quan es decideix a fer-lo sonar, la batalla gairebé està perduda. Llavors es disposa a destruir l'olifant, juntament amb l'espasa Durandal, per a evitar que caiguin a mans dels enemics. Segons la versió noruega de la cançó, anomenada Karlamagnussaga, l'olifant de Rotllan seria la banya d'un unicorn caçat a l'Índia.
Un altre olifant famós fou el de Gastó IV, vescomte de Bearn, actualment conservat a la Seu de Saragossa, que segons sembla el va acompanyar en la conquesta de la ciutat aragonesa contra les tropes sarraïnes.

## Olifant de Salern
El Corn o Oliphant d'Ulph, conservat al tresor de la Catedral de York, és un d'un grup que es va tallar a Salern. a la primera meitat del segle xi. En una de les seves bandes en baix relleu, els grifons aparellats tenen cues que acaben en caps d'orelles monstruoses. El corn d'Ulph és molt probablement el mateix corn de Tenure donat a la Catedral de York pel noble víking Ulph, que va residir a Yorkshire abans del regnat d'Eduard el Confessor. Per tant, el Corn d'Ulph no es pot datar més tard de la primera meitat del segle xi. Un grup de banyes d'ivori supervivents tallades amb bandes de baix relleu s'han atribuït als mateixos tallers de Salern que va originar l'Olifant of Ulph, de la Chartreuse de Portes, un olifant al Museu de Belles Arts de Boston, la banya de l'abadia de Muri conservada a Viena i els olifants del tresor de la Basílica de Sant Sernin, de Tolosa i de la Catedral de Saragossa.

## Ficció
La banya de Boromir, o la banya de Gondor, al Senyor dels anells de Tolkien sembla que es basaven en la tradició de l'Olifant medieval. Hi ha una connexió amb la Cançó de Rotllan a les novel·les i les pel·lícules de la saga, quan en Boromir fa sonar la banya a la batalla d'Amon Hen per intentar demanar ajuda als altres membres de la Comunitat de l'Anell. Per a Boromir, com a en Rotllà, aquesta acció arriba massa tard, ja que està ferit de mort amb diverses fletxes disparades per un arquer orc quan Aragorn i els altres arriben al seu rescat.
La banya es va presentar més tard a Denethor, majordom de Gondor, com a prova de la mort del seu fill. A la pel·lícula El retorn del rei, sosté la banya, ara dividida en dos, i demana al mag Gandalf una explicació del que va passar.
La banya de la reina Susan, a la sèrie de les Cròniques de Narnia, també s'assembla a un Olifant. Cada vegada que sonaven segurament vindria ajudar aquell que en tenia necessitat. La reina Susan el fa bufar per demanar ajuda a El lleó, la bruixa i l'armari, i més tard l'utilitza com a banya de caça. A El Princep Caspian convoca màgicament els quatre nens Pevensie de tornada a Nàrnia pel jove Caspian.